# Грос Кизов
Грос Кизов (њем. Groß Kiesow) општина је у њемачкој савезној држави Мекленбург-Западна Померанија. Једно је од 89 општинских средишта округа Остфорпомерн. Према процјени из 2010. у општини је живјело 1.415 становника. Посједује регионалну шифру (AGS) 13059025.

## Географски и демографски подаци
Грос Кизов се налази у савезној држави Мекленбург-Западна Померанија у округу Остфорпомерн. Општина се налази на надморској висини од 26 метара. Површина општине износи 47,6 km². У самом мјесту је, према процјени из 2010. године, живјело 1.415 становника. Просјечна густина становништва износи 30 становника/km².